# 霍金花
霍金花（1962年3月—），女，汉族，河南原阳人，中华人民共和国政治人物，中国民主同盟盟员，第十二届全国人民代表大会河南地区代表。

## 生平
毕业于河南理工大学企业管理专业。1981年10月参加工作。1996年10月，任民盟河南省焦作市委副主委，武陟县副县长。1999年1月，任民盟河南省焦作市委副主委、焦作市副市长。2001年9月，任民盟河南省焦作市委主委，焦作市副市长。2009年3月，任河南省交通运输厅副厅长。2013年11月离职。
2013年12月，任民盟河南省委副主委，省科学技术协会主席。2017年6月，任民盟河南省委主委。2018年1月30日，当选河南省人民政府副省长。第十二、十三届全国人大代表。2018年2月24日，当选为第十三届全国人大代表。
2022年1月，任河南省政协副主席。